# 스크린쿼터
스크린쿼터제(screen quota) 또는 국산영화 의무상영제는 일정 기간 자국의 영화를 의무적으로 상영하도록 하는 일종의 무역 장벽이다.

## 역사와 시행 중인 국가
1927년 영국에서 처음으로 시작했다. 현재 스크린쿼터를 시행중인 나라는 대한민국 등 동아시아 및 유럽 일부 국가에서 시행하고 있다. 이 밖에도 외국 대중문화 개방화에 따른 문화 침탈의 부작용을 막기 위한 일종의 고육지책이므로, 자국 영화의 자생력을 확보하는 나라가 있다.

### 대한민국
대한민국의 경우 1967년부터 유치산업에 해당하였던 영화 산업의 육성과 할리우드 블록버스터의 국내 영화 잠식을 우려하여 스크린쿼터제를 시행했다. 시행 초기 한국 영화의 의무 상영일수는 1년의 2/5인 146일이었다. 1990년대에 이르기까지 한국 영화에 대자본 형성이 미비하여서 스크린쿼터는 한국 영화에 있어서는 최후의 보루와 같았다.
1995년 7월 21일 대한민국 헌법재판소는 스크린쿼터제의 위헌 여부와 관련하여, 국산영화의 창작 기반이 극도로 열악하고 외국산 영화의 무제한 수입을 허용하면 국산영화의 존립 자체가 극도로 위태로운 지경에 이르게 되므로 국산영화의무상영제는 직업 선택의 자유를 일부 제한하였다고 하더라도 공공복리를 위한 목적의 정당성이 인정된다고 설시, 합헌 결정을 내렸다.
하지만, 2000년대에 들어와 CJ가 영화 배급사를 설립하는 등 대형 자본이 영화계와 영화 배급계에 자본을 공급하기 시작하면서 한국 영화의 질은 향상되었고, 《태극기 휘날리며》를 정점으로 영화계 안팎에 스크린쿼터에 대한 회의론이 떠오르기 시작하였다. 더 나아가 노무현 정부의 일본 대중문화 개방화에 따른 한류 열풍의 영향으로 한국 영화의 제작력이 세계에 증명됨에 따라 갈 곳 없는 자본들이 영화, 문화계에 몰리기 시작하였고, 이로 말미암아 스크린쿼터의 모순이 나타나기 시작하였다.
2006년 1월 26일, 대한민국 정부는 스크린쿼터를 146일에서 절반인 73일로 줄인다고 공식 발표하였고, 이를 둘러싼 찬반 논란과 영화인들의 반대 시위가 이어지고 있다. 3월 7일, 이해찬 국무총리가 주재한 국무회의에서 스크린쿼터를 146일에서 73일로 줄이는 영화진흥법시행령 개정안을 통과시켰다. 통과된 개정안은 7월 1일부터 시행 중이며, 스크린쿼터문화연대를 중심으로 한 영화인들이 반발하고 있다.

### 일본
일본은 동아시아 국가 중 쇼와 시대 초기에 스크린 쿼터를 시행하였으나 1945년 폐지하였다.

## 다양한 의견

### 긍정적인 측면
90년대 이전, 할리우드 영화는 질적,양적으로 우수했고 한국 영화의 기반은 부실했다. 2000년대 한국 영화가 극장 점유율 50%를 넘을 수 있었던 것은 스크린쿼터의 역할이 컸다. 스크린쿼터는 자국 영화의 보호와 외국 영화의 무분별한 유입으로 인한 문화 침탈의 부작용을 막기 위해 반드시 있어야 하고 없어서는 안 될 것이었다.
영화 《왕의 남자》가 20065년 4분기 말 개봉 당시에 폭발적인 인기를 누리자 한국 영화가 극장 점유율이 50% 이상으로 너무 높다고 폐지 찬성론자들이 주장을 펼쳤지만 영화 《왕의 남자》가 종영되자 다시 시작된 할리우드 영화들의 공세에 밀려 스크린쿼터가 꼭 필요하게 되었다.

### 부정적인 측면
스크린쿼터는 의외로 정치적으로 이용당하는 측면(FTA)이 있으며, 그에 따라 한국의 관객과는 멀어지는 경향이 있다.
스크린쿼터의 부작용으로 상업성을 담보한 소수의 한국영화가 그 유익을 독점하기도 한다.
(반론 : 헐리우드 영화의 독점에 저항할 수 있는 최저기준을 확보할 수 있다. 유익의 독점은 부차적인 다른 정책적, 산업적 차원의 문제다.)

### 모순
스크린쿼터의 모순이란 외국계 대형 자본이 등장해 몇몇 한국 영화만 집중 투자해 상영관 확보가 결정되고 흥행이 결판나는 상황을 말한다. 결국 한국 영화는 양적 성장을 이뤘지만 질적으로 쇠퇴 되었고 질적 향상은 이루기 어려운 과제가 되어버리는 모순이 생긴 것이다.

## 같이 보기
- 대한민국 헌법 제119조